# Driebes
Driebes è un comune spagnolo di 375 abitanti situato nella comunità autonoma di Castiglia-La Mancia.